# José Mir Félix
José Mir Félix (nacido el 8 de abril de 1917 en Museros, España, y fallecido el 24 de febrero de 1973 en El Aaiún, Sáhara Occidental), fue un compositor y director, discípulo de Manuel Palau, que estuvo al frente de las bandas de música de Albuixech, Casas Ibáñez, Onteniente y Alberique y en 1951 aprobó las oposiciones a músico director de banda militar, profesión que le llevó primero a La Coruña y desde 1967 hasta el final de su vida a El Aaiún.

## Reseña biográfica
Como afirma Sonia Beltrán, José Mir «es un compositor prácticamente desconocido en su tierra», debido a razones como el desarrollo de su carrera profesional fuera de la Comunidad Valenciana, sus dificultades familiares hasta convertirse en músico profesional y su prematura muerte, aunque es autor de obras que en su momento gozaron de notable reconocimiento.
José Mir procede de una modesta familia de agricultores de Museros, población cercana a Valencia de la comarca de la Huerta Norte. Mostró pronto interés por la música y sus padres lo apuntaron a la banda local, donde se inició como clarinetista. Animado por su madre, comenzó a tomar clases particulares de solfeo y piano en Foyos y en 1931 se matriculó en el Conservatorio de Valencia, aunque como alumno no oficial, por no poder costearse los desplazamientos a la capital. 
En 1936, a causa de la guerra civil, José Mir tuvo que interrumpir sus estudios y en 1938 fue llamado a filas, pero debido a su nula formación militar se convirtió en director de la banda militar de la Cruz Roja con el grado de alférez. Al terminar la guerra retomó sus estudios y se graduó en 1942. 
Su trayectoria como director de bandas civiles se inició en 1941 en la banda de Albuixech, en la que permaneció más de diez años. En abril de 1943, un artículo en la revista Ritmo, firmado por Juan B. Tomás, habla de la escuela valenciana de composición y cita a tres jóvenes promesas: Miguel Asins Arbó, José Báguena Soler y José Mir Félix. A partir de ese momento y hasta 1944 Mir colaboró con Ritmo como autor de algunas crónicas locales. Entre 1944 y 1946 también fue director de la banda de Casas Ibáñez, con la que obtuvo el primer premio de un certamen en Albacete. 
Mir Félix pensaba que podría ganarse la vida como músico en Valencia, con la ayuda quizá de su maestro Palau, pero las oportunidades eran escasas y decidió buscar una alternativa. Mientras preparaba oposiciones para ingresar en el ejército como músico militar, en 1950 se hizo cargo durante unos meses de la banda de Onteniente y se casó con Pepica Roig, con quien se instaló en Albuixech, cuya banda seguía dirigiendo. Además accedió a la dirección de la banda de Alberique, en la que permaneció hasta 1952.
Cuando aprobó las oposiciones obtuvo el grado de Director Músico del Ejército y poco después fue destinado al Regimiento de Infantería Isabel la Católica, n.º 29, de La Coruña, con el grado de teniente. En 1962 ascendió a capitán.
Tras instalarse en La Coruña con su familia, Mir empezó a colaborar en la actividad musical civil. En 1958 se hizo cargo de la prestigiosa coral polifónica Follas Novas, que incluía un grupo de baile y un grupo de instrumentistas tradicionales, y a poco de llegar dirigió un concierto homenaje a Rosalía de Castro. En 1959 la coral obtuvo el premio en un concurso de masas corales gallegas celebrado en Lugo, y en mayo de 1960 ofreció varios conciertos en Portugal, entre ellos uno en Lisboa. También fue importante la gira de la agrupación por Francia, durante más de dos semanas, en el verano de 1962, con la participación en el Festival Folclórico de Confrolens como principal hito. A su regreso, la coral actuó en San Sebastián, Bilbao y Santander.
Por otra parte José Mir continuaba su dedicación a la banda militar, y con ella participó en acontecimientos como la inauguración de los Campeonatos Nacionales Militares de Atletismo (1963) y la clausura de los Campeonatos Internacionales Militares de Atletismo al año siguiente. Para esta última reunió además un coro militar de más de cuatrocientas voces, que interpretó «La canción del soldado» del compositor valenciano José Serrano Simeón.
A fin de mejorar la economía familiar, José Mir tuvo que aceptar en 1965, con algunas reticencias, un empleo como pianista de música de baile en el teatro Colón y en el Hotel Finisterre. También se avino a componer música ligera para orquestina bajo el seudónimo de Rachi. En esa etapa comenzó a sentir nostalgia por  su tierra de origen, y además su padre falleció en 1966, lo que le causó una depresión. Por otra parte el clima frío y húmedo de Galicia no acababa de sentarle bien, así que cada vez pensaba más en el regreso a Valencia. Para acelerar el momento de una jubilación anticipada y mejorar sus emolumentos, decidió pedir un traslado al Tercio Sahariano Don Juan de Austria 3 de La Legión, en El Aaiún, destino colonial que ofrecía diversos incentivos profesionales y económicos a quienes lo solicitaban. En agosto de 1967 se trasladó allí con su familia.
La saludo de Mir mejoró con el clima cálido y seco, pero la vida cultural de aquel lugar distaba mucho de la de La Coruña, y la calidad de la banda era bastante inferior, lo que repercutió en su estado de ánimo. De forma repentina, en febrero de 1973 se sintió indispuesto durante un desfile y al terminar fue víctima de una angina de pecho, a causa de la cual falleció.
En 2023 la viuda y los hijos de José Mir donaron su obra y su archivo personal a la Dirección adjunta de Música y Cultura Popular del Instituto Valenciano de Cultura de la Generalidad Valenciana, para su custodia y difusión.

## Formación y carrera musical
En 1934, cuando estudiaba como alumno libre del Conservatorio de Valencia, José Mir conoció al compositor y profesor de dicho centro Manuel Palau, que se encargó de examinarlo. Al observar Palau la capacidad del alumno decidió darle clases particulares sin cobrar, a cambio solo de pequeños trabajos de Mir como copista. Desde ese momento José Mir pasó a formar parte del grupo de discípulos destacados de Palau, entre los que estaban también José María Gomar, María Teresa Oller Benlloch y Antonio Chover Salom. Según María Teresa Oller, Mir tenía mucha facilidad para la música. En su opinión era el mejor de todos ellos e incluso uno de los mejores discípulos de Palau.
El grueso de su producción pianística y sus obras para voz y piano datan sobre todo del periodo 1935-36. Al concluir sus estudios Mir obtuvo un premio académico por su obra para piano Bocetos poemáticos, que aparecería editada en 1952 por el Instituto Valenciano de Musicología, dependiente de la Diputación de Valencia, que dirigía Palau.
En su etapa como estudiante, y por mediación de su amigo Gomar, José Mir también hizo amistad con el futuro periodista y poeta Vicent Andrés Estellés, algo más joven. Los tres frecuentaban las actividades culturales organizadas por la asociación valencianista Lo Rat Penat, además de escuchar música. Andrés Estellés ha evocado sus correrías juveniles en algún artículo 
En 1946, gracias a su expediente académico, consiguió ser el primer pensionado por la Diputación Provincial de Valencia para estudiar composición en Madrid con Conrado del Campo, pero debido a las dificultades económicas de su familia renunció a marcharse. Presentó su Sinfonía número 1 como trabajo final de la beca.
A lo largo de los siguientes años su producción es escasa, pero en 1956, instalado en La Coruña, por iniciativa de los coreógrafos y profesores de danza Victoria Canedo y José Manuel Rey de Viana, y con el patrocinio del ayuntamiento de la ciudad, José Mir compuso la música para un ballet estrenado en el teatro Colón por la orquesta sinfónica de La Coruña con el título Fantasía en el bosque (1956). El éxito de la experiencia llevó a los participantes a repetirla en 1957. En los catálogos de Mir la obra aparece preferentemente con el título de Belinda. En 1971 el compositor hizo una transcripción para banda que fue grabada en CD años después (1994) por la Sociedad Musical La Artística Manisense, bajo la dirección de José Miguel Micó Castellano, para la colección Retrobem la nostra musica de la Diputación Provincial de Valencia.
La relativa estabilidad y el reconocimiento de que gozó en Galicia le permitieron también componer música coral, destinada a la Coral Polifónica Follas Novas, como «Alalá de Mondoñedo», para cinco voces mixtas, «A Virxen de Chamorro», para cuatro voces mixtas y una armonización de «Alalá de Noya», para cuatro voces mixtas, fechadas todas hacia 1960.
En El Aaiún, además de su trabajo cotidiano con la banda, desde el punto de vista de la creación musical su estancia se saldó con la realización de varios arreglos y armonizaciones que le solicitaban diversos colegas militares, así como la composición de himnos, una marcha y algún pasodoble, como el dedicado a su hijo José Ramón. A su hija Mercedes, conocida en la familia como Chiruca, le dedicó una muñeira (1966).

## Distinciones
- Cruz del Mérito Militar (1969)
- Cruz de San Hermenegildo (1972)